# Keller (Texas)
Keller é uma cidade localizada no estado norte-americano do Texas, no Condado de Tarrant.

## Demografia
Segundo o censo norte-americano de 2000, a sua população era de 27.345 habitantes.
Em 2006, foi estimada uma população de 36.925, um aumento de 9580 (35.0%).

## Geografia
De acordo com o United States Census Bureau tem uma área de 47,8 km², dos quais 47,8 km² cobertos por terra e 0,0 km² cobertos por água. Keller localiza-se a aproximadamente 216 m acima do nível do mar.

## Localidades na vizinhança
O diagrama seguinte representa as localidades num raio de 12 km ao redor de Keller.